# Pousseaux
Pousseaux est une commune française située dans le département de la Nièvre, en région Bourgogne-Franche-Comté.

## Géographie
Le village de Pousseaux, situé à l'extrémité nord du département de la Nièvre, s'étend sur les collines bordant la rive droite de l'Yonne dans sa courbure d'entrée dans l'Auxerrois, le long du canal du Nivernais, et parallèlement à la voie ferrée reliant Clamecy à Paris.
Pousseaux se situe à 30 km au sud d'Auxerre sur la RN 151, et à 7 km de Clamecy, chef-lieu du canton.
Son territoire est de 1 111 ha dont 95 ha de prés, 412 ha de terres, 520 ha de landes et bois.
La RN 151 borde le village, sans y entrer, sur son côté est.
|  |

### Climat
Pour des articles plus généraux, voir Climat de la Bourgogne-Franche-Comté et Climat de la Nièvre.
En 2010, le climat de la commune est de type climat océanique dégradé des plaines du Centre et du Nord, selon une étude du Centre national de la recherche scientifique s'appuyant sur une série de données couvrant la période 1971-2000. En 2020, Météo-France publie une typologie des climats de la France métropolitaine dans laquelle la commune est exposée à un climat océanique altéré et est dans la région climatique  Centre et contreforts nord du Massif Central, caractérisée par un air sec en été et un bon ensoleillement. 
Pour la période 1971-2000, la température annuelle moyenne est de 11 °C, avec une amplitude thermique annuelle de 15,8 °C. Le cumul annuel moyen de précipitations est de 778 mm, avec 11,9 jours de précipitations en janvier et 7,7 jours en juillet. Pour la période 1991-2020, la température moyenne annuelle observée sur la station météorologique de Météo-France la plus proche, « Clamecy », sur la commune de Clamecy à 6 km à vol d'oiseau, est de 11,5 °C et le cumul annuel moyen de précipitations est de 707,4 mm. 
La température maximale relevée sur cette station est de 40,7 °C, atteinte le 25 juillet 2019 ; la température minimale est de −14 °C, atteinte le 9 février 2012,,. 
Les paramètres climatiques de la commune ont été estimés pour le milieu du siècle (2041-2070) selon différents scénarios d'émission de gaz à effet de serre à partir des nouvelles projections climatiques de référence DRIAS-2020. Ils sont consultables sur un site dédié publié par Météo-France en novembre 2022.

## Urbanisme

### Typologie
Au 1er janvier 2024, Pousseaux est catégorisée commune rurale à habitat dispersé, selon la nouvelle grille communale de densité à sept niveaux définie par l'Insee en 2022.
Elle est située hors unité urbaine. Par ailleurs la commune fait partie de l'aire d'attraction de Clamecy, dont elle est une commune de la couronne,. Cette aire, qui regroupe 45 communes, est catégorisée dans les aires de moins de 50 000 habitants,.

### Occupation des sols
L'occupation des sols de la commune, telle qu'elle ressort de la base de données européenne d’occupation biophysique des sols Corine Land Cover (CLC), est marquée par l'importance des forêts et milieux semi-naturels (49,6 % en 2018), une proportion identique à celle de 1990 (49,6 %). La répartition détaillée en 2018 est la suivante : forêts (49,6 %), terres arables (33,5 %), prairies (14,3 %), zones urbanisées (2,6 %). L'évolution de l’occupation des sols de la commune et de ses infrastructures peut être observée sur les différentes représentations cartographiques du territoire : la carte de Cassini (XVIIIe siècle), la carte d'état-major (1820-1866) et les cartes ou photos aériennes de l'IGN pour la période actuelle (1950 à aujourd'hui).

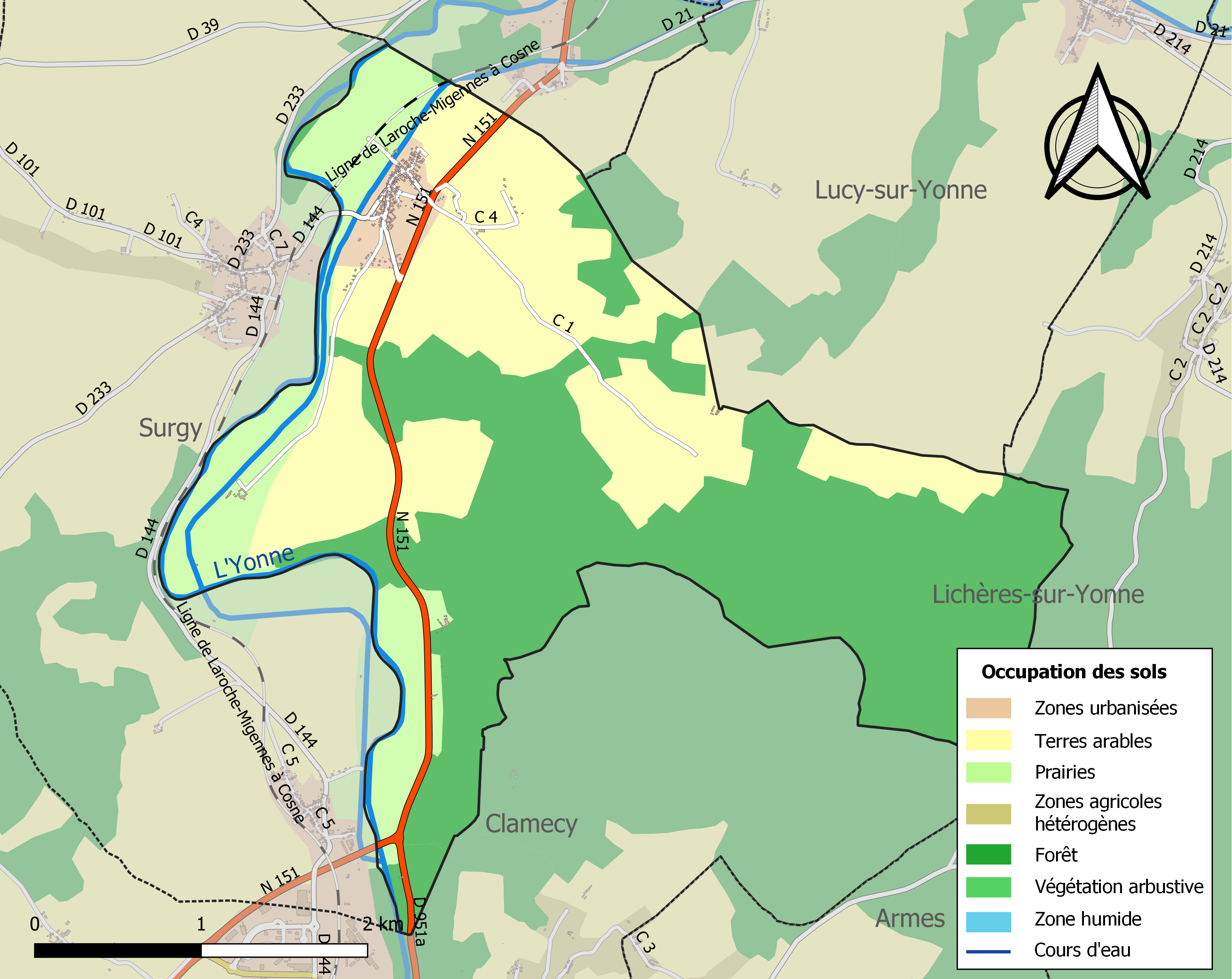
Carte des infrastructures et de l'occupation des sols de la commune en 2018 (CLC).

## Histoire
L'actuelle ferme de Basseville était un établissement de chartreux appelé Chartreuse de Notre-Dame-du-Val-et-Saint-Jean de Basseville.
L'origine de la commune et son érection en cure datent de 1733.
Le pont-levis, en bois, fut construit en 1831, un an après l'ouverture du canal du Nivernais. Le pont actuel fut offert à la commune par les Allemands en réparation des dommages causés par la Première Guerre mondiale.
Depuis le 4 juillet 1870, la gare de Pousseaux est en service sur la ligne de Laroche-Migennes à Cosne.

## Politique et administration
| Période                                  | Période                        | Identité       | Étiquette | Qualité                            |
| ---------------------------------------- | ------------------------------ | -------------- | --------- | ---------------------------------- |
| mars 2001                                | En cours (au 24 décembre 2014) | Jacques Vigier |           | Retraité de l'Éducation nationale. |
| Les données manquantes sont à compléter. |                                |                |           |                                    |

La commune de Pousseaux a intégré la communauté de communes du pays de Coulanges-sur-Yonne, devenue depuis communauté de communes de Forterre - Val d'Yonne (communauté de communes du département de l'Yonne).

## Démographie
Pousseaux, après avoir atteint 688 habitants en 1832 aux plus beaux jours du flottage du bois destiné à alimenter Paris, comptait 200 habitants en 2006.
On dénombre 143 habitations principales et 30 résidences secondaires.

L'évolution du nombre d'habitants est connue à travers les recensements de la population effectués dans la commune depuis 1793. Pour les communes de moins de 10 000 habitants, une enquête de recensement portant sur toute la population est réalisée tous les cinq ans, les populations de référence des années intermédiaires étant quant à elles estimées par interpolation ou extrapolation. Pour la commune, le premier recensement exhaustif entrant dans le cadre du nouveau dispositif a été réalisé en 2005.

En 2022, la commune comptait 190 habitants, en évolution de −3,06 % par rapport à 2016 (Nièvre : −3,28 %, France hors Mayotte : +2,11 %).
| 1793 | 1800 | 1806 | 1821 | 1831 | 1836 | 1841 | 1846 | 1851 |
| ---- | ---- | ---- | ---- | ---- | ---- | ---- | ---- | ---- |
| 491  | 534  | 519  | 585  | 688  | 668  | 629  | 618  | 635  |

| 1856 | 1861 | 1866 | 1872 | 1876 | 1881 | 1886 | 1891 | 1896 |
| ---- | ---- | ---- | ---- | ---- | ---- | ---- | ---- | ---- |
| 482  | 510  | 490  | 416  | 412  | 373  | 368  | 323  | 339  |

| 1901 | 1906 | 1911 | 1921 | 1926 | 1931 | 1936 | 1946 | 1954 |
| ---- | ---- | ---- | ---- | ---- | ---- | ---- | ---- | ---- |
| 312  | 285  | 271  | 235  | 253  | 261  | 287  | 265  | 240  |

| 1962 | 1968 | 1975 | 1982 | 1990 | 1999 | 2005 | 2006 | 2010 |
| ---- | ---- | ---- | ---- | ---- | ---- | ---- | ---- | ---- |
| 250  | 227  | 215  | 190  | 197  | 220  | 198  | 200  | 221  |

| 2015 | 2020 | 2022 | - | - | - | - | - | - |
| ---- | ---- | ---- | - | - | - | - | - | - |
| 201  | 196  | 190  | - | - | - | - | - | - |

## Culture locale et patrimoine

### Lieux et monuments
- La chartreuse Notre-Dame du Val Saint-Jean de Basseville, fondée en 1328 (chapelle de plan rectangulaire, chevet à pans coupés du XVIe siècle, portail flanqué de tourelles du XVIe siècle, restes des bâtiments conventuels) ;
- l'église, fondée aux environs de 1770 ;
- la grotte préhistorique de La Founetière ;
- le pont qui surplombe l'Yonne, érigé en 1848 ;
- le pont-levis datant de la Seconde Guerre mondiale ;
- différentes croix en fer forgé qui jalonnent le chemin emprunté par les pèlerins se rendant à Saint-Jacques-de-Compostelle.